# Генератор Хартли

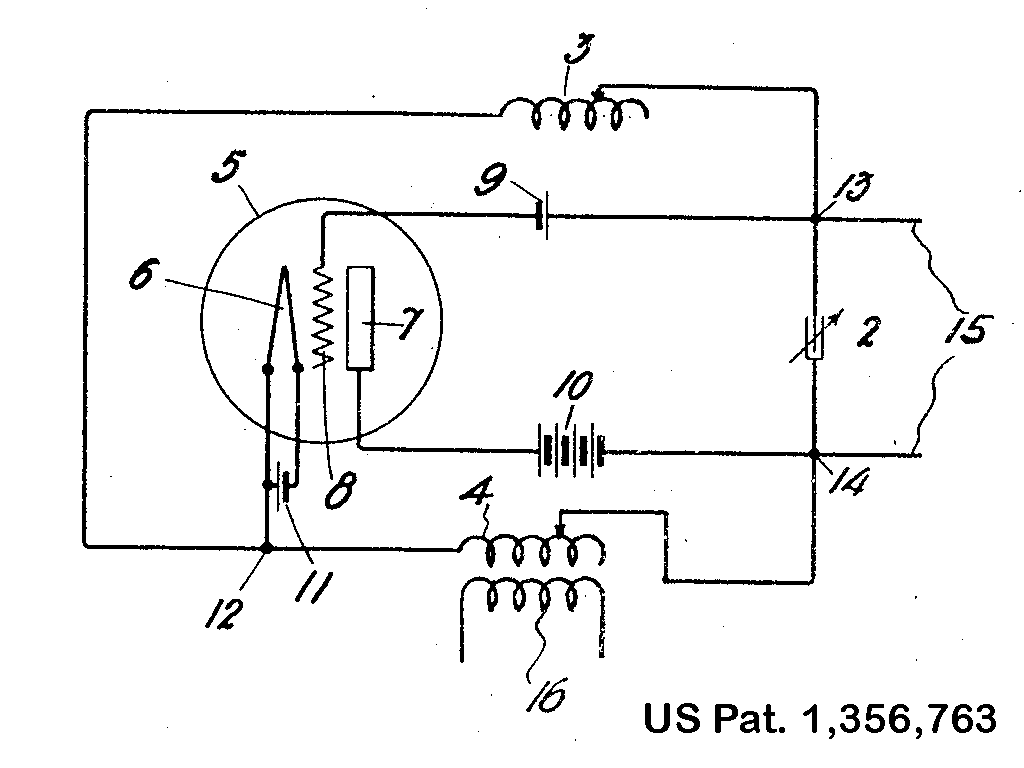
Оригинальный рисунок из патента.

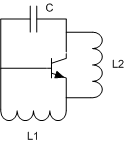
Эквивалентная схема генератора Хартли на биполярном транзисторе

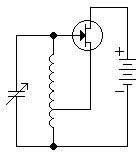
Схема генератора Хартли на полевом транзисторе

Схема генератора Хартли на операционном усилителе. В зависимости от точки заземления вывода катушки индуктивности обратная связь подаётся либо на неинвертирующий, либо на инвертирующий вход операционного усилителя для сохранения положительной петлевой обратной связи.

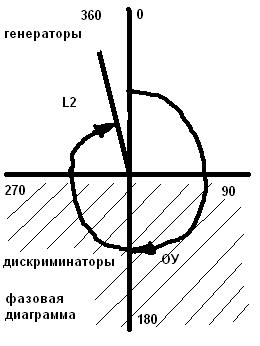
Фазовая диаграмма генератора Хартли на ОУ

Генера́тор Ха́ртли (индуктивная трёхточка) — электронный LC-генератор, в котором положительная обратная связь выполняется отводом от части витков катушки индуктивности параллельного LC-контура.
Был предложен Ральфом Хартли, который подал заявку на патент 1 июня 1915 года и получил патент № 1356763 от 26 октября 1920 года.
В зависимости от схемы усилительного каскада возможны три разновидности генератора Хартли: на каскаде с общим эмиттером (катодом, стоком), на каскаде с общим коллектором (анодом, истоком) и на каскаде с общей базой (сеткой, затвором).
Каскад с общим истоком в схеме генератора Хартли на полевом транзисторе фазу не сдвигает. В цепи затвора колебательный контур включен без перекоса фазы, а в цепи стока используется частичное включение контура, которое при отводе от середины катушки имеет перекос фазы 45°, петлевой сдвиг фазы при этом составляет 45° (запас устойчивости по фазе −135°...+45°), но при таком включении контур сильно шунтируется, поэтому коэффициент включения контура в стоковой цепи уменьшают (на рисунке до 1/4 от всей катушки), при этом перекос фазы и петлевой сдвиг фазы увеличиваются (в пределе до 90°) при этом положительный запас устойчивости по фазе уменьшается (в пределе до 0°), генерация срывается, поэтому приходится искать некое компромиссное включение. Включение контура к стоковой цепи через катушку связи позволяет регулировать коэффициент включения контура без изменения перекоса по фазе и петлевого сдвига фазы, но это уже будет генератор Мейснера со сдвигом фазы в трансформаторе около 360° (встречное включение обмоток), при согласном включении обмоток трансформатора сдвиг фазы составляет около 180°, при котором генератор становится дискриминатором (подавителем, режекторным активным фильтром).